# Contea di Wuji
La contea di Wuji (无极县S, Wújí XiànP) è una contea della Cina, situata nella provincia di Hebei e amministrata dalla prefettura di Shijiazhuang.